# Lluvia Rojo
Lluvia Rojo Moro (Madrid, 6 novembre 1976) è un'attrice e cantante spagnola.

## Biografia
Ha studiato traduzione ed interpretariato (lingua inglese, lingua tedesca) a Madrid, New York e Berlino, e arte drammatica con Jorge Eínes.
Canta con il gruppo Hard-pop No Band For Lluvia (Subterfuge Records) con Kevin Kajetzke, Darío Lofish e Lyndon Parish.

## Filmografia
- Íntimos y extraños, (2008), di Rubén Alonso.
- Crónicas de la Vieja República (fanfilm)
- El síndrome de Svensson (2006), di Kepa Sojo.
- Pobre juventud (2006), di Miguel Jiménez.
- El Calentito (2005), di Chus Gutiérrez.
- Alianza mortal (2002), fratelli Rico
- Barrio (1998), di Fernando León de Aranoa.

### Cortometraggi
- Paco, (2009), di Jorge Roelas
- The Old Man in the Sea (2006), di Enrique Rodríguez. Universidad de Navarra
- Ricardo, piezas descatalogadas  (2005), fratelli Rico
- Las superamigas contra el profesor Vinilo (2003), di Domingo González

## Televisione

### Come presentatrice
- Los 40 principales (1997-1998)
- + Música (Canal satélite digital) (1997-1998)

### Come attrice
- Cuéntame cómo pasó (2000-...)
- Paraíso (2000)
- Hospital Central (1998)
- Ellas son así (1998)
- A las once en casa (1998)

## Teatro
- Don Juan, el burlador de Sevilla (2008-2009), di Tirso de Molina
- Aquí no paga nadie, di Darío Fo (2004-2005).

### Radioteatro
- Psicosis (2010)[1]

## Premi
- Premio Ercilla de Teatro 2008, miglior attrice nova con Don Juan, el burlador de Sevilla.
- Fundación Lumière: Premio "solidario a las artes escénicas" 2006
- Candidatura Unión de Actores 2007, 2004. miglior attrice non protagonista con Cuéntame cómo pasó (candidatura)